# Parafia wojskowa Matki Bożej Hetmanki Żołnierza Polskiego w Żaganiu
Parafia wojskowa Matki Bożej Hetmanki Żołnierza Polskiego w Żaganiu – parafia w Żaganiu w Dekanacie Wojsk Lądowych Ordynariatu Polowego Wojska Polskiego (do 6 grudnia 2011 roku parafia należała do Śląskiego Dekanatu Wojskowego).

## Historia
20 września 1993 roku dekretem bpa polowego Wojska Polskiego gen. dyw. Sławoja Leszka Głódzia, przy 11. Dywizji Kawalerii Pancernej im. Króla Jana III Sobieskiego, została erygowana parafia wojskowa pw. Matki Bożej Hetmanki Żołnierza Polskiego. Początkowo parafia nie posiadała własnego kościoła, tylko użytkowała kościół pw. św. Piotra i Pawła, który był kościołem filialnym parafii Wniebowzięcia Najświętszej Maryi Panny.
W koszarach „LAS”, gdzie stacjonowała 34. Brygada Kawalerii Pancernej, istniała izba modlitwy, poświęcona przez biskupa polowego, w której skupiało się życie religijne żołnierzy odbywających zasadniczą służbę wojskową. Kancelaria parafialna znajdowała się przy ul. Szprotawskiej 22 m 1.
W grudniu 1997 roku Kuria diecezji zielonogórsko-gorzowskiej przekazała kościół przyszpitalny pw. Świętego Krzyża na obrzeżach Żagania, zbyt oddalony od koszar i osiedli wojskowych. Gdy bp Adam Dyczkowski uznał, że ten kościół nie może zaspokoić potrzeb duszpasterskich wojska, zawiesił wydaną decyzję i zezwolił na dalsze odprawianie jednej mszy św. w niedzielę i święta w kościele pw. św. Piotra i Pawła. W maju 1999 roku rozpoczęto generalny remont kościoła. W 2000 roku ukończono remont. 
13 stycznia 2001 roku biskup polowy Wojska Polskiego dokonał poświęcenia krzyża i placu pod budowę nowego kościoła garnizonowego przy ul. Żarskiej na osiedlu XXX-lecia. Jesienią 2001 roku rozpoczęto budowę kościoła i plebanii. 24 marca 2002 roku bp polowy WP Sławoj Leszek Głódź dokonał wmurowania kamienia węgielnego i poświęcenia murów kościoła. 20 czerwca 2004 roku bp Sławoj Leszek Głódź dokonał konsekracji kościoła garnizonowego w Żaganiu. Na placu przed kościołem znajduje się kaplica Matki Bożej. Nad kościołem góruje krzyż z 1845 roku pochodzący z wieży ewangelickiego kościoła łaski. Odrestaurowany został przez 11 Batalion Remontowy i podarowany przez władze miasta dla parafii.

## Proboszczowie parafii
Źródło: 
- ks. kapt. Andrzej Dydo (1993–1994)
- ks. ppłk Stanisław Błądek (1994–1995)
- ks. płk kan. Adam Sosonko (1995–1996)
- ks. kmdr por. Zbigniew Kłusek (1996–1999)
- ks. płk prał. Stanisław Szymański (1999–2011)
- ks. płk Edwin Czach (2011–2012)
- ks. płk Grzegorz Krupski (2012–2014)
- ks. mjr Władysław Jasica (2014–2016)
- ks. mjr Paweł Wójcik (2016–2017)
- ks. ppłk Radosław Michnowski (2017–2021)
- ks. ppłk Stanisław Garbacik (2021–2022)
- ks. ppłk Karol Skopiński (2022 -2025)
- ks. ppłk Michał Zieliński ( od 2025 )